# 김진경 (작가)
김진경(Kim Jin-Kyung, 1953)은 대한민국의 아동청소년문학 작가이다. 그는 1997년에 아동 도서를 쓰기 시작해 “한국 판타지”의 선구자로 불린다. 그의 대표작은 <고양이 학교>로, 한국의 첫 연작 판타지 동화이다. 해당 시리즈는 총 3부 11권의 방대한 작품으로 2006년 앵코륍티블상을 수상했다. 그의 작품은 신화, 옛이야기를 모티프로 하고 있다. 또한 그는 판타지 소설에 교육 문제, 인권 문제 등의 현실의 민감한 사회 이슈들을 담아냈다. 그는 2014년에 한스 크리스티안 안데르센상 한국 후보로 올랐다.

## 생애
김진경은 1953년 충청남도 당진에서 태어났다. 1971년 대전고등학교를 졸업하고 서울대학교 국어교육과에 진학했다. 1974년 《한국문학》의 시 부문에서 신인상을 받았다. 대학 졸업 후에는 국어 교사로 교직 생활을 했다. 2000년에는 <고양이 학교> 등의 동화를 쓰며 작가로 활발하게 활동했다. 2005, 2006년에 청와대 교육문화비서관을 역임했다. 2018년에는 국가교육회의 의장을 맡으면서 대한민국의 주요 교육 정책과 관련된 일을 했다.

## 경력
김진경은 1974년 《한국문학》의 시 부문에서 신인상을 받으며 시인으로 등단했다. 1990년대에는 동화공부모임인 교육문예창작회에서 활동하며 동화 창작을 시작했다. 그는 2001년 출간한 <고양이 학교>로 한국인 최초로 프랑스 아동문학상인 제 17회 앵코륍티블 상을 수상했다. 해당 작품은 프랑스, 중국, 대만, 일본에 번역됐다. <그림자 전쟁> 시리즈는 프랑스와 한국에서 동시 출간되기도 했다. 그는 2014년에 한스 크리스티안 안데르센상 한국 후보로 올랐다. 2018년부터 2019년까지 칼럼 ｢김진경의 교육으로 세상 읽기｣를 경향신문에 연재했다.

## 스타일
김진경은 작품에 신화적 세계관과 한국 교육에 대한 비판적인 시선을 담고 있다. <고양이 학교> 시리즈는 동북아시아 신화와 서양 판타지의 형식을 결합한 작품이다. 해당 작품에서는 샤머니즘과 같은 동서양의 다양한 신화적 요소가 담겨 있다. 또한 그의 작품에서 독자들은 사회 비판적인 요소를 발견할 수 있다. <거울 전쟁>에서는 환경 문제, 외국인 노동자 인권 문제 등과 같은 사회적 문제들을 해결하려는 모습이 담겨 있다. <우리들의 아름다운 나라>, <스스로를 비둘기라고 믿은 까치에게>에서는 한국 교육의 현실을 풍자하며, 그의 교육관을 제시한다.

## 수상
- 2014 한스 크리스티안 안데르센 상 한국 후보
- 2006 제17회 앵코륍티블 상(Le Prix des Incorruptibles; 프랑스) - 고양이 학교
- 2004 한국 어린이 도서상 – 거울 전쟁
- 1974 《한국문학》의 시 부문 신인상

## 작품
- 2012 김진경의 신화로 읽는 세상 : 생각하는 법을 바꿔야 한다 (자음과모음) ISBN 9788957076729
- 2011 그림자 전쟁 3 (문학동네) ISBN 9788954615945
- 2011 그림자 전쟁 2 (문학동네) ISBN 9788954615938
- 2011 그림자 전쟁 1 (문학동네) ISBN 9788954615921
- 2009 우리들의 아름다운 나라 (문학동네) ISBN 9788954607223
- 2008 굿바이 미스터 하필 (문학동네) ISBN 9788954606226
- 2005 미래로부터의 반란 : 김진경 교육 에세이 (푸른숲) ISBN 9788971844267
- 2004 지구의 시간(김진경 시집) (실천문학사) ISBN 9788939204836
- 2001 갈문리의 아이들(김진경 시집) (문학동네) ISBN 9788982813535
- 2000 슬픔의 힘 : 김진경 시집 (문학동네) ISBN 9788982818158
- 1998 은행나무 이야기 (문학동네) ISBN 9788982811180
- 1998 이리 (실천문학사) ISBN 9788939203389
- 1996 별빛 속에서 잠자다(김진경 시집) (창작과 비평사) ISBN 9788936421434
- 1988 스스로를 비둘기라고 믿는 까치에게 (푸른나무) ISBN 9788964460993
- 1987 우리 시대의 예수 (실천문학사) ISBN 6000033222

## 협업 작품
- 2016 고양이 학교 파리편: 불로뉴 숲의 마녀 1, 2 (문학동네) - 김재홍  ISBN 9788954639071,  ISBN 9788954639064
  - 2016 LA SORCIERE ET LE JARDIN SECRET 2 (Pilippe picquier, France) ISBN 9782809711998
  - 2016 LA SORCIERE ET LE JARDIN SECRET 1 (Pilippe picquier, France) ISBN 9782809711608
- 2015 미안해요 할아버지 (생각의 길) ISBN 9788965133537
- 2014 유령에게 말걸기(새로운 교육생태계를 위한 제안) (문학동네) ISBN 9788954625616
- 2014 앙코르와트의 비밀3 - 고양이 학교 세계편 (문학동네어린이) - 김재홍 ISBN 978-89-546-2423-7
  - 2015 ECOLE DES CHATS A ANGKOR 3 - L'AME DE CRISTAL (Pilippe picquier, France) ISBN 9782809711080
- 2013 앙코르와트의 비밀 2 - 고양이 학교 세계편 (문학동네어린이) - 김재홍 ISBN 978-89-546-2359-9
  - 2015 ECOLE DES CHATS A ANGKOR 2 - LES CLONES D'APOPHIS (Pilippe picquier, France) ISBN 9782809710892
- 2013 앙코르와트의 비밀 1 - 고양이 학교 세계편 (문학동네어린이) - 김재홍 ISBN 978-89-546-2358-2
  - 2015 ECOLE DES CHATS A ANGKOR 1 - LE SECRET D'ANGKOR (Pilippe picquier, France) ISBN 9782809710403
- 2011 내 인생의 절밥 한 그릇 (뜨란) ISBN 9788990840202
- 2010 문학의 전설과 마주하다 (중앙북스) ISBN 9788961887502
- 2007 고양이 학교 2-3 흰빛 불가사리 (문학동네) - 김재홍 ISBN 978-89-546-3207-2
  - 2008 NOUVELLES AVENTURES DE L'ECOLE DES CHATS 3 - BULGASSARI (Pilippe picquier, France) ISBN 9782809700190
- 2007 고양이 학교 2-2 금관의 비밀 (문학동네) - 김재홍 ISBN 978-89-546-3206-5
  - 2008 NOUVELLES AVENTURES DE L'ECOLE DES CHATS 2 - SECRET DE LA Pilippe picquier, France) ISBN 9782809700138
- 2007 고양이 학교 2-1 태양신검의 수호자 (문학동네) - 김재홍 ISBN 978-89-546-3205-8
  - 2007 NOUVELLES AVENTURES DE L'ECOLE DES CHATS 1 – DEFENSEURS (Pilippe picquier, France) ISBN 9782877309738
- 2007 자전거가 있는 풍경 (아침이슬) ISBN 9788988996720
- 2003 거울 전쟁 1, 2, 3 (문학동네) - 김재홍 ISBN 9788982817083
  - 2010 DERNIERES AVENTURES DE L'ECOLE DES CHATS 3 – PLAINE (Pilippe picquier, France) ISBN 9782809701739
  - 2009 DERNIERES AVENTURES DE L'ECOLE DES CHATS 2 – PIERRES (Pilippe picquier, France) ISBN 9782809701210
  - 2009 DERNIERES AVENTURES DE L'ECOLE DES CHATS 1 – MIROIR (Pilippe picquier, France) ISBN 9782809701043
- 2002 고양이 학교 1-5 영혼의 산 (문학동네) - 김재홍 ISBN 978-89-546-8636-5
  - 2006 L'ECOLE DES CHATS 5 - MONTAGNE DES AMES (Pilippe picquier, France) ISBN 9782877309066
- 2001 고양이 학교 1-4 나는 그대 눈동자 속에 있으리 (문학동네) - 김재홍 ISBN 978-89-546-8635-8
  - 2006 L'ECOLE DES CHATS 4 - JE TE SAUVERAI DES TENEBRES (Pilippe picquier, France) ISBN 9782877308786
- 2001 고양이 학교 1-3 시작된 예언 (문학동네) - 김재홍 ISBN 978-89-546-8634-1
- 2001 고양이 학교 1-2 마법의 선물 (문학동네) - 김재홍) ISBN 978-89-546-2670-5
- 2001 고양이 학교 1-1 수정 동굴의 비밀 (문학동네) - 김재홍 ISBN 978-89-546-8632-7
  - 2006 L'ECOLE DES CHATS - VOLUMES 1, 2 ET 3 (Pilippe picquier, France) ISBN 9782877309769
- 2000 목수들의 전쟁 (문학동네) - 최달수 ISBN 9788982812750

## 참고
작가연구자료집 2019, KBBY 국제아동청소년도서협의회